# 쇼시 내친왕 (1137년)
쇼시/아키코 내친왕(일본어: 暲子内親王 しょうし/あきこないしんのう[*], 호엔 3년 4월 8일 (1137년 4월 29일) - 겐랴쿠 원년 6월 26일 (1211년 8월 6일))은 헤이안 시대 말기부터 가마쿠라 시대 초기에 걸쳐 살은 황족이다. 처음으로 황후위를 거치지 않고 여원이 되어 하치죠인(八条院)이라 칭하였다.

## 계보
토바 천황의 황녀로, 어머니는 비후쿠몬인 (황후 후지와라노 토쿠시)이다. 코노에 천황은 동복동생이고, 스토쿠ㆍ고시라카와 천황은 이복오빠이다. 그 외에 동복자매로는 요절한 에코 내친왕과 니조 천황의 중궁이 된 슈시 내친왕 (타카마츠인)이 있다.
평생 미혼이었지만, 조카 니조 천황의 준모가 되었고, 모치히토 왕과 그의 자녀들, 쿠죠 요시스케 (카네자네의 아들), 쇼시 내친왕 (슌카몬인, 고토바 상황의 황녀) 등을 양육했다. 모치히토 왕은 하치죠인의 유자이며, 왕이 하치죠인의 뇨보 산미노츠보네와의 사이에서 낳은 자녀 중 아들은 토우지장자ㆍ승정이 된 야스이노미야 도손이고, 달은 산죠노히메미야라고 불렸다. 쿠죠 요시스케는 2세, 쇼시 내친왕은 생후 3개월 정도 되었을 때의 어린 나이에 하치죠인의 양자녀가 되었고, 그들의 챳코 (어린아이가 처음으로 하카마를 입고 소년소녀로 인정받는 의식)와 원복 등은 여원 고쇼에서 행해졌다.

## 관련 작품
- 무사시보벤케이 (1986년) - 배우 미츠모토 사치코
- 타이라노 키요모리 (2012년) - 배우 사토 히토미

## 같이 보기
- 안라쿠쥬인